# Menón de Farsalo
Menón (griego: Mένων, Menon; c. 423-c. 400 a. C.), hijo de Alexidemo fue un antiguo político tesalio. Probablemente de Farsalo, fue famoso por el diálogo homónimo escrito por Platón en el que presenta su papel con los generales muertos por Artajerjes II en la batalla de Cunaxa, descrito en la Anábasis de Jenofonte.

## Biografía
Menón, es mencionado por Jenofonte y Platón. Tuvo muchos amantes, incluyendo Aristipo de Larisa, Taripas, y Arieo el persa. Jenofonte ofrece una descripción hostil de Menón, con mala reputación, ambicioso y deshonesto en su juventud, dispuesto a cometer cualquier injusticia, aunque los actos de Menón referidos en la Anábasis no merecen un retrato tan negativo.
Menón, siendo joven comandó 1000 hoplitas y 500 peltastas, de Tesalia, y fue contratado por Aristipo para ayudar a Ciro el Joven en su intento de arrebatar el trono persa a su hermano Artajerjes II. Artajerjes fue entronizado tras la muerte de Darío II, pero Ciro creyó que ostentaba un derecho más legítimo para reclamar el trono y reunió un ejército para contender contra su hermano y lograr el trono. Reunió a sus seguidores persas y a mercenarios griegos, incluido Jenofonte. Ciro, al principio, engañó a los griegos sobre el propósito de su misión y les dirigió en una marcha considerable, al Éufrates en Tápsaco, antes de decirles sus verdaderas intenciones.
Jenofonte proporciona algún detalle sobre la marcha y menciona a Menón en unas cuantas ocasiones. Menón escoltó, con algunas de sus tropas, a la reina cilicia Epiaxa de regreso a Cilicia. Menón perdió algunos centenares de hombres en esta misión, porque sus tropas fueron capturadas y ejecutadas por los cilicios o porque se perdieron y vagaron hasta que  perecieron. Más tarde, después de que Ciro dijera primero a los griegos que les dirigía a una batalla contra Artajerjes para apoderarse del trono persa, los griegos estuvieron desanimados y reclamaron más dinero antes de continuar la expedición. Menón ganó la admiración de Ciro por persuadir a sus tropas para cruzar el Éufrates, antes de que las otras tropas se decidieran.  En otro punto, los soldados de Menón se encolerizaron con Clearco, el general espartano, intentando infructuosamente apedrearlo hasta al muerte, un acto que casi condujo a Menón y a Clearco a luchar abiertamente entre ellos. Esta historia, junto con su pérdida de 100 hombres en Cilicia, sugiere que Menón mantuvo una disciplina pobre entre sus tropas. Jenofonte reclamó a Menón que mantuviera la disciplina por la participación delictiva de sus tropas.
Ciro estuvo finalmente ocupado con las tropas al mando de Tisafernes en la batalla de Cunaxa. El contingente griego ganó fácilmente, pero Ciro y sus tropas fueron rechazadas y el propio Ciro cayó en combate. Las tropas griegas, ahora dirigidas por Clearco, viéndose ellas mismos victoriosas, declararon su ayuda a Arieo, uno de los comandantes de Ciro y la mayoría de las tropas de persas de más edad a su lado. Arieo, acompañado por Menón, su «amigo-huésped», se reunió en privado con Tisafernes. Ctesias dice que comenzó en dicho momento el complot de Tisafernes para traicionar a los griegos. Jenofonte escribe que Clearco creyó que Menón había vertido falsas calumnias contra Tisafernes, y era consciente de que Menón estaba conspirando para hacerse con el control del ejército de Clearco con el favor de Tisafernes.  Sherylee Bassett sugiere que Tisafernes pudo haber engañado a Menón a pensar que apoyaría sus aspiraciones de liderazgo, enfrentando a los dos dirigentes principales, Clearco y Menón, el uno contra el otro.  Arieo declinó la oferta de reinar y aparentemente Tisafernes empezó negociaciones amistosas con Clearco para una tregua, finalmente invitándole a una reunión cordial con los otros generales griegos y oficiales.  Según Ctesias, algunos de los soldados griegos estaban deseando la reunión, pero Menón persuadió a los soldados, quien así persuadió al reticente Clearco, a obedecerle. Clearco, con otros cuatro generales (Agis de Arcadia, Sócrates de Acaya, Proxeno de Beocia y Menón), veinte oficiales y unos doscientos efectivos visitaron la tienda de Tisafernes, pero fueron traicionados, Clearco y los generales qfueron capturados, todos los oficiales y muchos de los soldados fueron asesinados. Los generales fueron cautivos de Artajerjes, excepto Menón.
Ctesias relata, al llegar a este punto, que Menón se estuvo despleganodo. Diodoro Sículo coincide en el despliegue de Menón para traicionar a los griegos. Según Jenofonte, Menón fue mantenido vivo y torturado durante un año antes de que finalmente fuera asesinado. Ctesias es considerado generalmente un historiador poco fidedigno, pero desde que fue médico de Artajerjes, fue testigo de algunos de los acontecimientos (por ejemplo, atendiendo a Clearcoantes de que  fuera decapitado), tal vez pueda ser considerado más fiable que Jenofonte, quien, como él mismo admite, meramente está repitiendo un informe que oyó. Por otro lado, los dos relatos no necesitan necesariamente diferir, si Ctesias solo supo de Menón que fue perdonado, no fue consciente de que posteriormente sería torturado y finalmente ejecutado.

## En Platón
Menón aparece en el Menón de Platón como huésped de Ánito, acompañado por una considerable comitiva de esclavos. Menón estuvo en Atenas muy poco tiempo y Sócrates menciona que Menón no era capaz de quedarse para atender los misterios. El diálogo es probablemente no histórico, pero está significando que tuvo lugar en 402 a. C., poco antes de que Menón accediera al generalato persa en 401 a. C., mientras  estaba en ruta hacia Persia.
Sócrates dice que Menón fue un estudiante anterior a Gorgias y Menón nota que hizo muchos discursos sobre la  virtud antes de largas audiencias, que sugerían interés por la sofística. Los comentarios de Sócrates también sugieren que estaba asociado con la tradición erística griega de debate. Menón preguntó a Sócrates la cuestión de si la virtud puede ser enseñada, dirigiendo la epistemológica disyuntiva conocida como la paradoja de Menón que Sócrates intentó dirigir dialécticamente con uno de los esclavos de Menón. Finalmente, Menón pareció poco interesado en descubrir la respuesta, sino que buscó un argumento fuerte para utilizar en el debate y el discurso público. Jenofonte había descrito a Menón, siendo el completo opuesto al virtuoso, creyendo que las personas virtuosas eran débiles y maduras para ser explotadas. Sócrates intentó dirigir a Menón la cuestión de qué virtud es, pero Menós se resistió, preguntando Sócrates para contestar su cuestión inicial de si la virtud es enseñable.  El diálogo termina con la conclusión que la virtud no es enseñable, aun así sin una conclusión sobre de qué virtud se trata.